# 비디오 챔피언
《비디오 챔피언》은 1997년 10월 25일부터 2001년 4월 28일까지 방송되었던 예능 프로그램이다.

## 기획 의도
자기 과시와 노출을 즐기는 예능 프로그램이다.

## 역대 코너
- 사람들을 웃겨라 - 몇몇 당시 공채 개그맨들이 거리에서 즉석으로 사람을 웃기는 코너다. 즉석적인 개그 아이디어와 제한된 소품으로 승부를 해야 하는데 그 아이디어가 행인에게 먹히면 "임무 완수"라고 나온다.
- 엄마! 다녀올게요 - 아이에게 심부름을 시킨 뒤 아이가 심부름 가는 모습을 다양한 시점의 몰래카매라로 관찰하는 코너
- 시청자 홈비디오 - 아기들의 다양한 모습을 담은 홈 비디오
- 스타 챔피언
- 총집합 홈 비디오

## 예능 경쟁 프로그램
- 해피타임 (MBC TV)

## 참고 사항
- 정보통신기술 발달로 인해 휴대전화, 유튜브, 동영상 플랫폼, SNS, 인터넷 방송인 등이 등장하는 이전 시기에 방송분이다.